# حمله کاروس به ایران
حمله کاروس به ایران یک لشکرکشی توسط کاروس علیه امپراتوری ساسانی بود